# Cisarua (ville, Bogor)
Cisarua est une commune indonésienne du Java occidental, département du Bogor, canton de Cisarua.